# Der Herr der Ringe: Die Gefährten – Das Kartenspiel
Der Herr der Ringe: Die Gefährten ist ein sich an der Handlung des Films Der Herr der Ringe: Die Gefährten orientierendes Kartenspiel von Reiner Knizia. Die Spieler müssen um bedeutende Orte der Handlung kämpfen, wobei die erfolgreichsten Spieler mit Erfolgspunkten und Zauberringen belohnt werden. Wer die meisten Erfolgspunkte sammelt, gewinnt.

## Spielmaterial
- 88 Spielerkarten in 4 Farben, dabei pro Farbe
  - 1× Wert „0“: Gandalfs Karren
  - 7× Wert „1“: kleine Gegenstände (z. B. Schwert, Kronleuchter, Zauberstab)
  - 4× Wert „2“: Galadriel, Bilbo, Elrond, Arwen
  - 4× Wert „3“: 4 Hobbits (rot: Sam, gelb:  Pippin, grün: Merry, blau: Frodo)
  - 4× Wert „4“: Aragorn, Boromir, Gimli, Legolas
  - 1× Wert „5“: Gandalf
  - 1× Nazgûl
- 20 Ortskarten (ein Ort besteht aus zwei Karten) mit den Orten

| Nr. | Ort          | Charakteristik                                                                              | Erfolgspunkte 1. Platz | 2. Platz   | 3. Platz |
| --- | ------------ | ------------------------------------------------------------------------------------------- | ---------------------- | ---------- | -------- |
| 1   | Beutelsend   | weißer Ort                                                                                  | 2 mit Ring             | 2          | 1        |
| 2   | Bree         | weißer Ort                                                                                  | 3 mit Ring             | 3          | 1        |
| 3   | Wetterspitze | schwarzer Ort                                                                               | 4 mit Ring             | 3          | 2        |
| 4   | Furt         | schwarzer Ort; Es dürfen 1 oder 2 beliebige Karten gespielt werden.                         | 5                      | 4          | 3        |
| 5   | Bruchtal     | weißer Ort                                                                                  | 3 mit Ring             | 2 mit Ring | 2        |
| 6   | Caradhras    | weißer Ort; Es dürfen nicht mehrere Karten mit dem Wert 1 gespielt werden.                  | 4 mit Ring             | 3          | 2        |
| 7   | Tor zu Moria | schwarzer Ort                                                                               | 6                      | 3          | 1        |
| 8   | Moria        | schwarzer Ort; Der Spieler, der den geringsten Wert anliegen hat, verliert 3 Erfolgspunkte. | 3                      | 0          | 0        |
| 9   | Lothlórien   | weißer Ort                                                                                  | 4 mit Ring             | 3          | 2        |
| 10  | Amon Hen     | schwarzer Ort                                                                               | 7                      | 4          | 2        |

- 6 Ringblättchen:
  - Beutelsend: Umwandlung weißer Ort ↔ schwarzer Ort
  - Bree: Jede anliegende Karte wird als 1 gewertet
  - Wetterspitze: Eine zweite Karte desselben Werts spielen
  - Bruchtal Sieger: Der Wert einer Karte erhöht sich um 2
  - Bruchtal Zweiter
  - Lothlórien: Eine ausliegende Karte neu ausspielen (keine mit Ringblättchen)
- 30 Erfolgspunkte-Chips:
  - 16× Wert „1“
  - 14× Wert „5“

## Spielablauf
Der erste Ort Beutelsend wird offen auf den Tisch gelegt und ist zu Beginn der aktuelle Ort. Jeder Spieler erhält von seinem Kartenstapel sechs Karten. Gespielt wird reihum im Uhrzeigersinn. Der Spieler, der an der Reihe ist, legt eine oder mehrere Karten entsprechend nachfolgender Regeln an einen Platz um den aktuellen Ort herum und ergänzt anschließend seine Karten wieder auf sechs.
- Es muss mindestens eine Karte gelegt werden
- Dabei dürfen beliebig viele Karten mit dem Wert 1 oder eine Karte mit einem höheren Wert angelegt werden
- Die Karte 0 kann anstatt oder zusätzlich zu anderen Karten gespielt werden.
- Für einen Nazgûl gilt:
  - Er kann wie die Karte 0 anstatt oder zusätzlich zu einer anderen Karte gespielt werden.
  - Wird er auf eine gegnerische Karte gelegt, kommt der Nazgûl und die gegnerische Karte aus dem Spiel.
  - Wird der Nazgûl auf einen freien Platz gespielt, kommt er sofort aus dem Spiel.
- Zusätzlich darf zusammen mit einer Karte ein Ringblättchen auf diese Karte ausgespielt werden.
  - Mit einem Nazgûl darf kein Ringblättchen gespielt werden
  - Eine Karte mit Ringblättchen ist vor dem Überspielen mithilfe höherer Karten und dem Nazgûl geschützt.

An weißen Orten darf eine Karte nur auf einen freien Platz gelegt werden, an einem schwarzen Ort dürfen Karten mit höherem Wert über Karten mit einem niedrigeren Wert angelegt werden, allerdings nicht über Karten, die mit einem Ring geschützt sind (Bei Hobbits immer der Fall).
Legt ein Spieler die Zehnte Karte an einen Ort, dann ist dieser komplett umschlossen und wird gewertet.

### Wertung eines Ortes
Jeder Spieler addiert die Werte seiner an diesem Ort anliegenden Karten. Der Spieler mit der höchsten Gesamtsumme bekommt die beste Wertung, derjenige mit der zweithöchsten Augenzahl die Zweitbeste Wertung usw. Der Spieler mit dem niedrigsten Wert geht immer leer aus. Herrscht Gleichstand unter mehreren Spielern, erhält von diesen Spielern derjenige den Vorzug, der im Uhrzeigersinn zuerst auf den Spieler folgt, der die letzte Karte gelegt hat.
Nach der Wertung bestimmt der Spieler, der die letzte Karte an einen Ort angelegt hat, die Lage des nächsten aktuellen Ortes. Der neue Ort muss in Ausrichtung mit dem alten übereinstimmen und mindestens an eine bereits ausliegende Karte angelegt werden. Ringeigenschaften können sich auch auf den neuen Ort auswirken.

### Spielende
Hat ein Spieler keinen Kartenstapel mehr, spielt er noch weiter, bis seine Handkarten aufgebraucht sind. Danach geht das Spiel ohne ihn weiter.
Das Spiel endet entweder
- wenn kein Spieler mehr Karten hat (der aktuelle Ort wird gewertet, unabhängig davon ob alle Plätze belegt sind) oder
- wenn nach der Wertung eines Ortes nur noch ein Spieler im Besitz von Karten ist.

### Spielregeländerung für zwei Spieler
Jeder Spieler erhält zwei Farben und mischt die Karten beider Farben zusammen. Beide Farben können kombiniert ausgespielt werden.
Gewertet werden die Farben allerdings einzeln.